# Dwór Srebrniki
Dwór Srebrniki, Dwór Srebrzysko – zabytkowy dwór w stylu rokokowym w Gdańsku. Mieści się we Wrzeszczu Górnym przy ul. Srebrniki 1. Jeden z najstarszych budynków Wrzeszcza.

## Historia

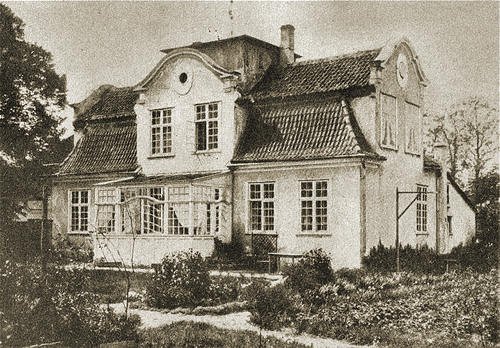
Dwór Srebrniki, ok. 1900

Został zbudowany ok. 1780 roku. W latach 1821–1824 mieszkał w nim Joseph von Eichendorff. W połowie XIX wieku w budynku powstał Zakład Opiekuńczy. Po II wojnie światowej przez przeszło 50 lat budynek był siedzibą dyrekcji Wojewódzkiego Szpitala Psychiatrycznego na Srebrzysku. Od 1973 roku dwór figuruje w rejestrze zabytków.
Budynek posiada oryginalne 24-kwaterowe okna. Wewnątrz budynku zachowały się rokokowe sztukaterie.
Nazwa dworu wzięła się od zawodu jego właściciela (od połowy XVII w.) - gdańskiego złotnika Piotra van der Rennen, który wykonał srebrne relikwiarze na relikwie św. Wojciecha do katedry w Gnieźnie, św. Stanisława do katedry na Wawelu i srebrny tron biskupi do katedry we Fromborku.